# Europarlamentari pentru Regatul Unit 1979-1984
Aceasta este o listă a membrilor Parlamentului European pentru Regatul Unit pentru sesiunea 1979-1984, aranjați după nume.
| Nume                   | Partid    | Regiune                     |
| A                      |           |                             |
| Gordon Adam            | Lab       | Northumbria                 |
| B                      |           |                             |
| Richard Balfe          | Lab       | London South Inner          |
| Neil Balfour           | Con       | Yorkshire North             |
| Robert Battersby       | Con       | Humberside                  |
| Peter Beazley          | Con       | Bedfordshire South          |
| Lord Bethell           | Con       | London North West           |
| Roland Boyes           | Lab       | Durham                      |
| Beata Brookes          | Con       | Wales North                 |
| Janey Buchan           | Lab       | Glasgow                     |
| C                      |           |                             |
| Richard Caborn         | Lab       | Sheffield                   |
| Barbara Castle         | Lab       | Greater Manchester North    |
| Frederick Catherwood   | Con       | Cambridgeshire              |
| Ann Clwyd              | Lab       | Wales Mid & West            |
| Kenneth Collins        | Lab       | Strathclyde East            |
| Richard Cottrell       | Con       | Bristol                     |
| David Curry            | Con       | Esex North East             |
| D                      |           |                             |
| Ian Dalziel            | Con       | Lothians                    |
| John de Courcy Ling    | Con       | Midlands Central            |
| Basil de Ferranti      | Con       | Hampshire West              |
| Marquess of Douro      | Con       | Surrey West                 |
| E                      |           |                             |
| Baroness Elles         | Con       | Thames Valley               |
| Derek Enright          | Lab       | Leeds                       |
| Winifred Ewing         | SNP       | Highlands and Islands       |
| F                      |           |                             |
| Adam Fergusson         | Con       | Strathclyde West            |
| Norvela Forster        | Con       | Birmingham South            |
| Eric Forth             | Con       | Birmingham North            |
| G                      |           |                             |
| Michael Gallagher      | Lab (SDP) | Nottingham                  |
| Win Griffiths          | Lab       | Wales South                 |
| H                      |           |                             |
| Lord Harmar-Nicholls   | Con       | Greater Manchester South    |
| David Harris           | Con       | Cornwall & Plymouth         |
| Gloria Hooper          | Con       | Liverpool                   |
| William Hopper         | Con       | Greater Manchester West     |
| Brian Hord             | Con       | London West                 |
| Paul Howell            | Con       | Norfolk                     |
| John Hume              | SDLP      | Northern Irelanda           |
| Alasdair Hutton        | Con       | South of Scotland           |
| J                      |           |                             |
| Christopher Jackson    | Con       | Kent East                   |
| Robert V. Jackson      | Con       | Upper Thames                |
| Stanley Johnson        | Con       | Wight & Hampshire East      |
| K                      |           |                             |
| Edward Kellett-Bowman  | Con       | Lancashire East             |
| Elaine Kellett-Bowman  | Con       | Cumbria                     |
| Brian Key              | Lab       | Yorkshire South             |
| L                      |           |                             |
| Alfred Lomas           | Lab       | London North East           |
| M                      |           |                             |
| John Marshall          | Con       | London North                |
| Tom Megahy             | Lab       | Yorkshire South West        |
| James Moorhouse        | Con       | London South                |
| Robert Moreland        | Con       | Staffordshire East          |
| N                      |           |                             |
| Bill Newton Dunn       | Con       | Lincolnshire                |
| Sir David Nicolson     | Con       | London Central              |
| Tom Normanton          | Con       | Cheshire East               |
| O                      |           |                             |
| Lord O'Hagan           | Con       | Devon                       |
| P                      |           |                             |
| Ian Paisley            | DUP       | Northern Irelanda           |
| Ben Patterson          | Con       | Kent West                   |
| Andrew Pearce          | Con       | Cheshire West               |
| Henry Plumb            | Con       | Cotswolds                   |
| Derek Prag             | Con       | Hertfordshire               |
| Peter Price            | Con       | Lancashire West             |
| Christopher Prout      | Con       | Salop & Stafford            |
| James Provan           | Con       | North East Scotland         |
| John Purvis            | Con       | Mid Scotland and Fife       |
| Q                      |           |                             |
| Joyce Quin             | Lab       | Tyne and Wear South         |
| R                      |           |                             |
| Brandon Rhys-Williams  | Con       | London South East           |
| Shelagh Roberts        | Con       | London South West           |
| Allan Rogers           | Lab       | Wales South East            |
| S                      |           |                             |
| James Scott-Hopkins    | Con       | Hereford & Worcester        |
| Barry Seal             | Lab       | Yorkshire West              |
| Madron Seligman        | Con       | Sussex West                 |
| Dr. Alexander Sherlock | Con       | Essex South West            |
| Richard Simmonds       | Con       | Midlands West               |
| Anthony Simpson        | Con       | Northamptonshire            |
| Tom Spencer            | Con       | Derbyshire                  |
| James Spicer           | Con       | Wessex                      |
| Jack Stewart-Clark     | Con       | Sussex East                 |
| T                      |           |                             |
| John Taylor            | OUP       | Northern Irelanda           |
| John Taylor            | Con       | Midlands East               |
| Frederick Tuckman      | Con       | Leicester                   |
| Amédée Turner          | Con       | Suffolk                     |
| Alan Tyrrell           | Con       | London East                 |
| V                      |           |                             |
| Peter Vanneck          | Con       | Cleveland & Yorkshire North |
| W                      |           |                             |
| Frederick Warner       | Con       | Somerset                    |
| Michael Welsh          | Con       | Lancashire Central          |

## Schimbări doctrinare
- Michael Gallagher a anunțat în 5 ianuarie 1984 că se alătură Partidului Social Democrat.